# Rhum Barcelo
Pour les articles homonymes, voir Barceló.
Le rhum Barcelo (en castillan ron Barceló ou Barceló) est le nom et la marque et d'une variété de rhum de République dominicaine produite par Barceló & Co.. La fabrique et la distillerie sont implantées à San Pedro de Macorís.

## Historique
L'entreprise Barceló & Co. a été fondée en 1930 à Saint-Domingue, capitale de la République dominicaine, par Dom Julián Barceló, un Espagnol originaire de Majorque aux Baléares ayant émigré en 1929,. Il est par la suite rejoint par son frère et associé Andrés Barceló.
En quelques années la marque Barcelo est devenue une référence parmi les marques locales de rhum, devenant l'une des entreprises les plus importantes de République dominicaine.
Durant les années 1980, le rhum Barcelo est devenu le plus populaire du pays. Les exportations se sont accrus et l'entreprise a commencé la distribution en dehors des Caraïbes et de l'Amérique.
En 1992, l'entreprise a lancé une campagne internationale et en 1994, le rhum Barcelo était exporté dans plus de dix pays dont l'Espagne était le plus important consommateur.
En 2000, Barcelo & Co. a commencé a travaillé avec un groupe d'entrepreneurs espagnols bénéficiant de plusieurs années d'expérience dans l'industrie du rhum.
Le rhum Barcelo est désormais exporté dans plus de 50 pays.

## Distillerie
La distillerie Barcelo & Co. est la première et unique fabrique d'élaboration de rhum en République dominicaine et la seconde des Caraïbes à disposer d'une gestion et d'un système d'amélioration continue de la qualité certifié ISO 9001:2000.

## Production

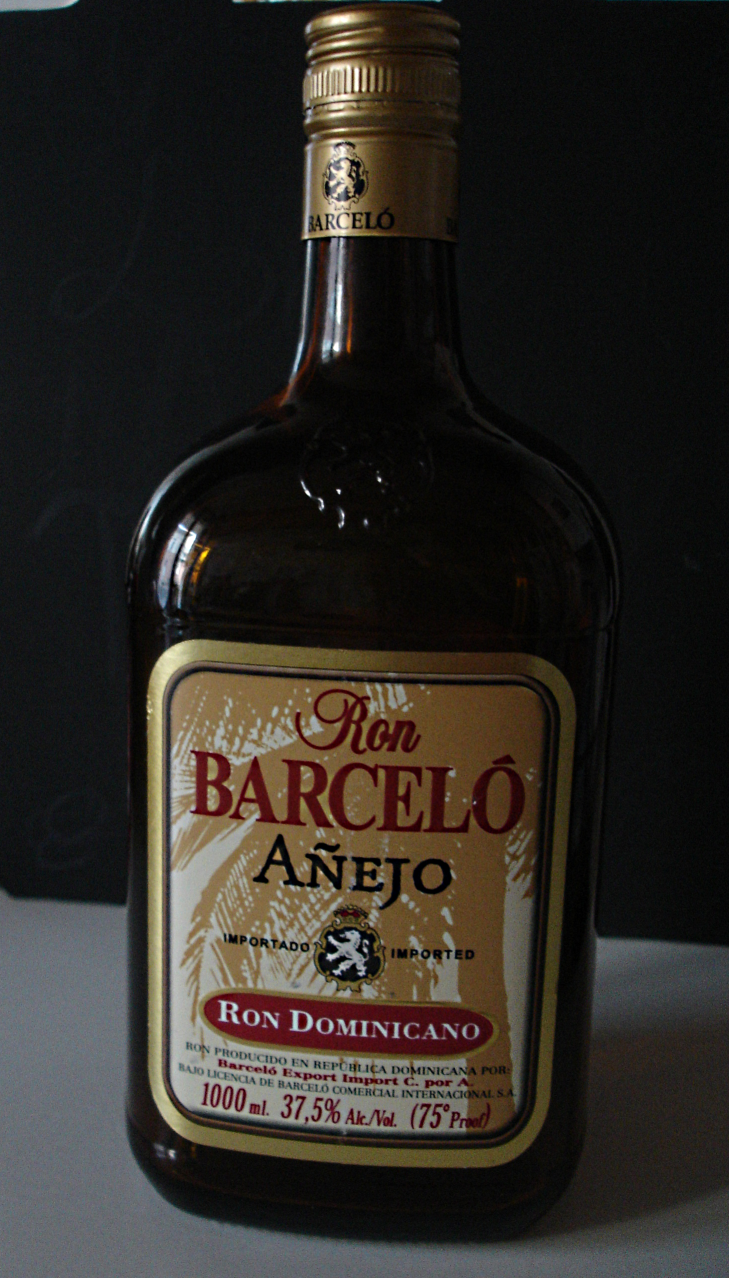
Bouteille 1000 ml. dAñejo (lit. "âgé").

Depuis la création de la holding BAINSA ("Barceló Comercial Internacional SA"), l'entreprise commercialise d'autres marques de liqueurs:
- Barcelo Cream ("Barcelo crème", 17°)
- Blanco ("blanc")
- Dorado ("doré")
- Añejo ("âge", vieillissement moyen de 3 ans)
- Gran Añejo ("grand âge", vieillissement moyen de 5 ans)
- Gran Platinum ("grand platine")
- Imperial ("impérial", vieillissement moyen de 7 ans)

## Distinction
En 1980 rhum Barcelo a créé "Barcelo Imperial", un rhum dominicain grande reserve.
Deux décennies plus tard, il a été élu meilleur rhum au monde, à deux occasions, recevant 97 point sur 100, ce qui est le plus haut score jamais décerné par l'institut de tests américain Beverage Testing Institute of Chicago.

## Filiales
Plusieurs filiales sont issues de la maison mère Barcelo & Co. dont DuBar & Co. (pour "Dupuy Barceló") qui commercialise des produits alcoolisés.